# Ford Galaxie
Ford Galaxie var en amerikansk så kallad ”full-size” personbil tillverkad av Ford Motor Company modellåren 1959-1974. Galaxie ersatte Ford Fairlane 500 som märkets "top-of-the-line"-utförande och skulle främst konkurrera med Chevrolet Impala. 
Under åren 1959-1961 användes namnet Galaxie, som var valt för att anspela på den då pågående rymdkapplöpningen, endast på de lyxigaste Fordmodellerna. Genom en omorganisering av Ford modellprogram inför 1962 fick alla full-size bilar bära namnet Galaxie med tilläggen ”500” eller ”500/XL” vilket nu markerade den lyxigaste modellen. År 1965 infördes lyxmodellen ”Galaxie 500/LTD” (från 1966 kallad endast ”LTD” och inför 1967 valde man även att låta ”XL” stå som en egen serie). Därmed hade Galaxie 500 klivit nedåt ett pinnhål i modellprogrammet och blivit Fords mellanklassbil i full-size-skiktet, vilket den förblev till dess att tillverkningen lades ner i USA. Viss tillverkning skedde även i Brasilien modellåren 1967-1983 under namnen "Galaxie 500" och "Landau". Även i Australien skedde sammansättning av högerstyrda bilar modellåren 1965-1968 vid Fords fabrik i Homebush, New South Wales under namnen "Galaxie GE" och "Galaxie 500".
I början av 1960-talet var några Galaxie-modeller utrustade med mycket kraftfulla motorer och närmast att betrakta som tävlingsbilar – en slags tidiga föregångare till senare års muskelbilar, medan de flesta byggdes som vanliga personbilar.
Modellen ska inte förväxlas med Ford Galaxy som sedan 1995 finns på den europeiska marknaden, men som är en minibuss (MPV) vars namn är inspirerat av den ursprungliga Ford Galaxie.

## Produktion

### Första generationen 1959
Galaxieserien delade hjulbas med Fairlane-serien och dessa båda var längre än övriga Fordbilar. Man erbjöd, liksom tidigare Fairlane 500, sex olika karossalternativ: en cabriolet med fällbart plåttak kallad Skyliner Retractable Coupe (i Sverige vanligen kallad ”Plåt-Cabbe”), en fyra-dörrars sedan kallad 4-d Sedan, en två-dörrars sedan kallad Club Sedan, en två-dörrars hardtop kallad Victoria Coupe, en fyra-dörrars hardtop kallad Victoria Sedan och en cabriolet kallad Sunliner Convertible.
| Kod    | Modellnamn                         | Antal   |
| 51 A   | Galaxie Skyliner Retractable Coupe | 12 915  |
| 54 A   | Galaxie 4-d Sedan                  | 183 108 |
| 64 H   | Galaxie Club Sedan                 | 52 848  |
| 65 A   | Galaxie Victoria Coupe             | 121 869 |
| 75 A   | Galaxie Victoria Sedan             | 47 728  |
| 76 B   | Galaxie Sunliner Convertible       | 45 868  |
| Totalt | Galaxie                            | 464 336 |
| ------ | ---------------------------------- | ------- |

### Andra generationen 1960 – 1964
Modellutbudet i Galaxieserien bantades något och inför 1960 erbjöds fem olika karossalternativ: en fyra-dörrars sedan kallad Town Sedan, en två-dörrars sedan kallad Club Sedan, en två-dörrars hardtop kallad Starliner Coupe, en fyra-dörrars hardtop kallad Victoria Sedan och en cabriolet kallad Sunliner Convertible.
Inför 1961 tillkom en två-dörrars hardtop kallad Victoria Coupe och de båda sedanmodellerna ändrade namn till 4-d Sedan respektive 2-d Sedan.
År 1962 erbjöds två olika Galaxiserier: Galaxie och Galaxie 500. I den enklare serien erbjöds endast två karosser: en 4-d Sedan och en 2-d Sedan. I den lyxigare Galaxie 500-serien erbjöds från och med detta år ett särskilt ”XL”-paket vilket innebar att man hade hela sju olika modeller att välja mellan: en 4-d Sedan, en 2-d Sedan, två två-dörrars hardtop kallade Victoria Coupe respektive XL Victoria Coupe, en fyra-dörrars hardtop kallad Victoria Sedan och slutligen två cabrioleter kallade Sunliner Convertible respektive XL Sunliner Convertible.
1963: XL-paketet för två-dörrars hardtopkarossen fick en ny sluttande utformning av takets bakkant med motiveringen att bilen därmed skulle kunna hävda sig bättre i standardbilsklassen i dåtidens NASCAR-tävlingar.
Till 1964 återgick man till en enda modellserie och valde att kalla samtliga "Galaxie 500" och erbjöd åtta olika karosser: två fyra-dörrars hardtop kallade Hardtop Sedan respektive XL Hardtop Sedan,  en 2-d Sedan, en 4-d Sedan, två två-dörrars hardtop kallade Hardtop Coupe respektive XL Hardtop Coupe och i likhet med 1962 två carbrioleter kallade Sunliner Convertible respektive XL Convertible.
| Karosstyp                     | Modellnamn              | Antal     |
| Fyra-dörrars sedan            | Galaxie / Galaxie 500   | 1 023 342 |
| Två-dörrars sedan             | Galaxie / Galaxie 500   | 206 913   |
| Starliner två-dörrars hardtop | Galaxie                 | 98 130    |
| Två-dörrars hardtop           | Galaxie / Galaxie 500   | 419 730   |
| XL två-dörrars hardtop        | Galaxie 500             | 221 088   |
| Fyra-dörrars hardtop          | Galaxie / Galaxie 500   | 188 731   |
| XL fyra-dörrars hardtop       | Galaxie 500             | 14 661    |
| Sunliner cabriolet            | Galaxie / Galaxie 500   | 199 046   |
| XL cabriolet                  | Galaxie 500             | 28 352    |
| Totalt                        | Galaxie och Galaxie 500 | 2 399 993 |
| ----------------------------- | ----------------------- | --------- |

## Bildgalleri

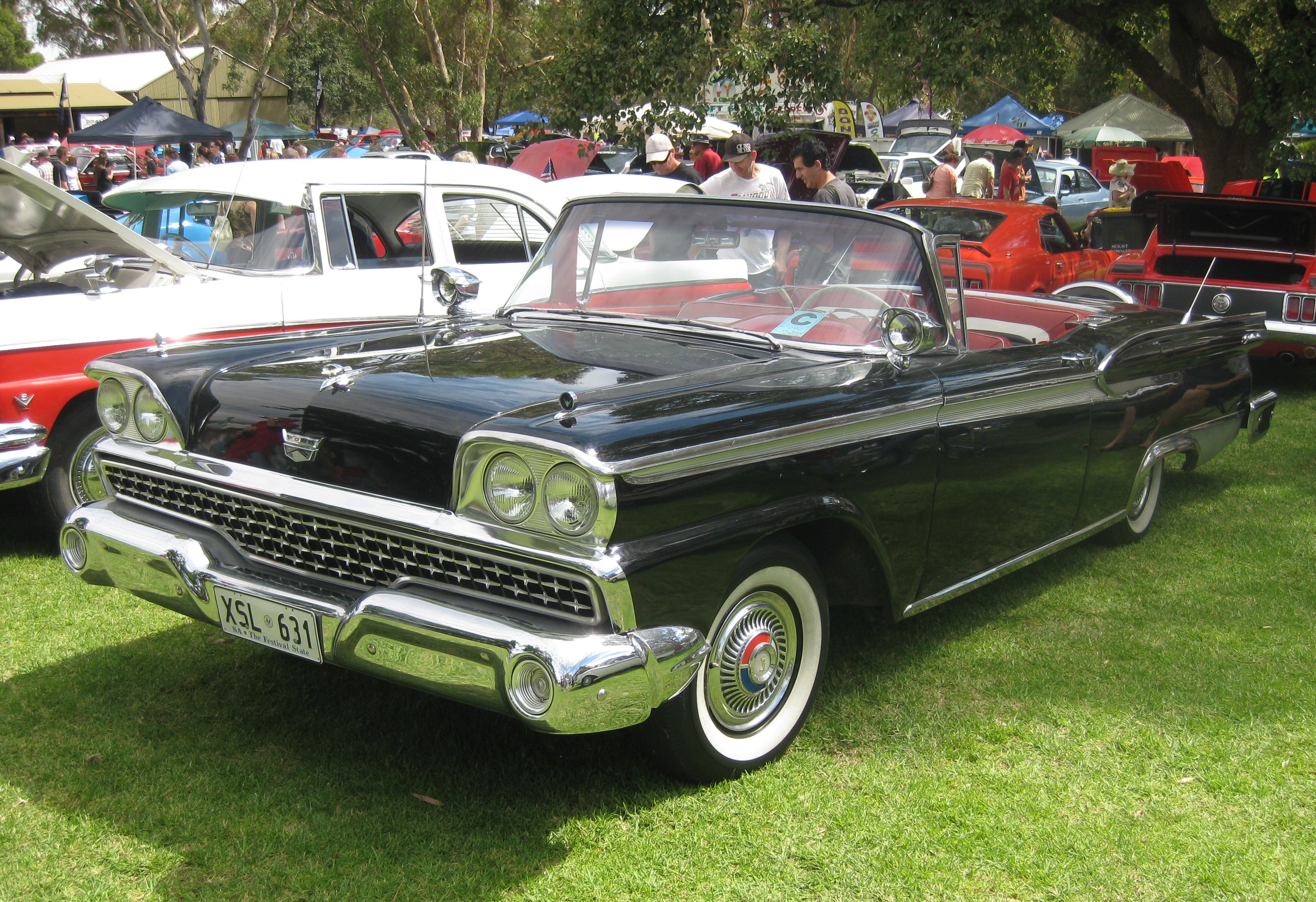
1959 Ford Galaxie Sunliner convertible
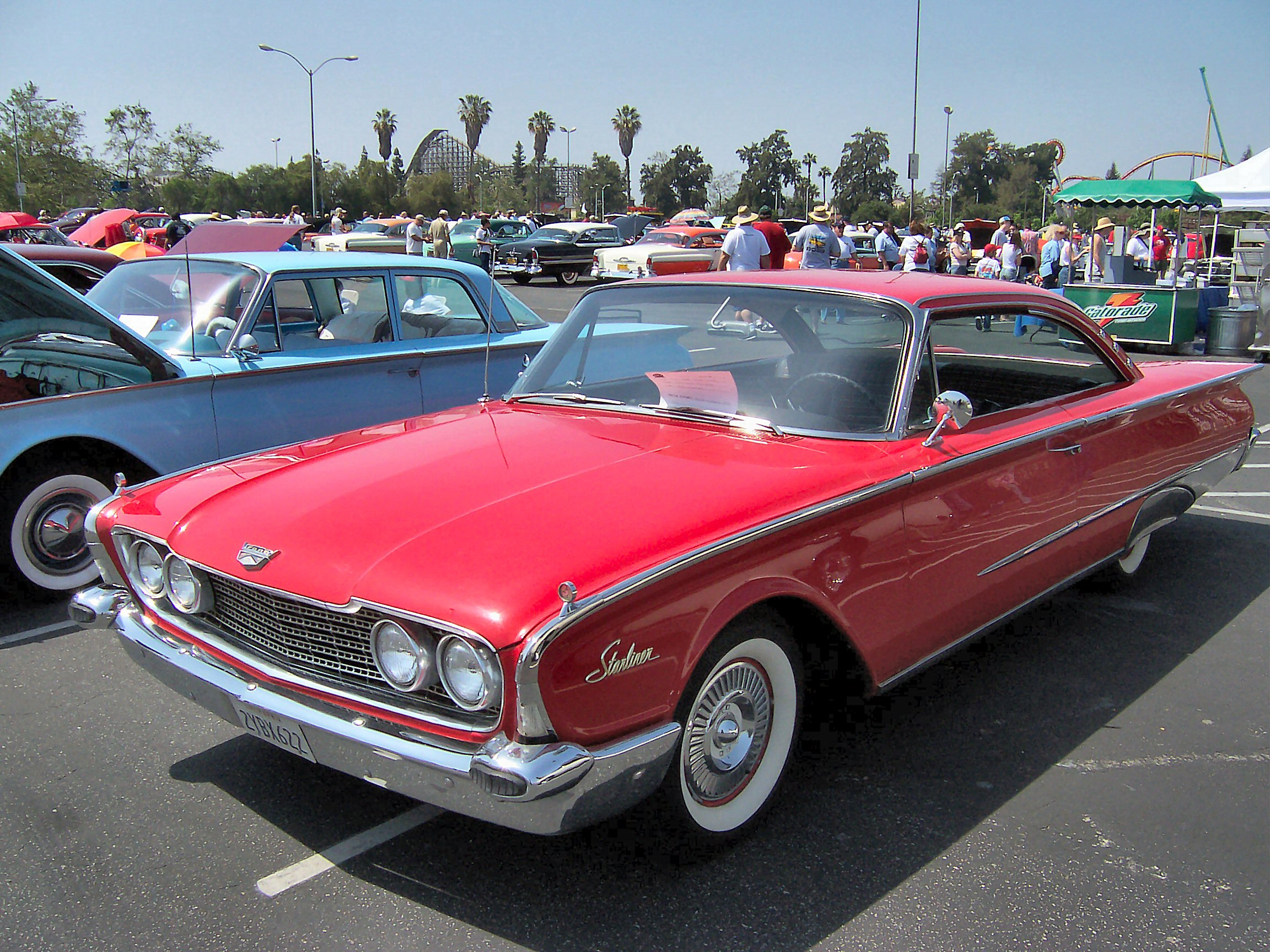
1960 Ford Galaxie Starliner
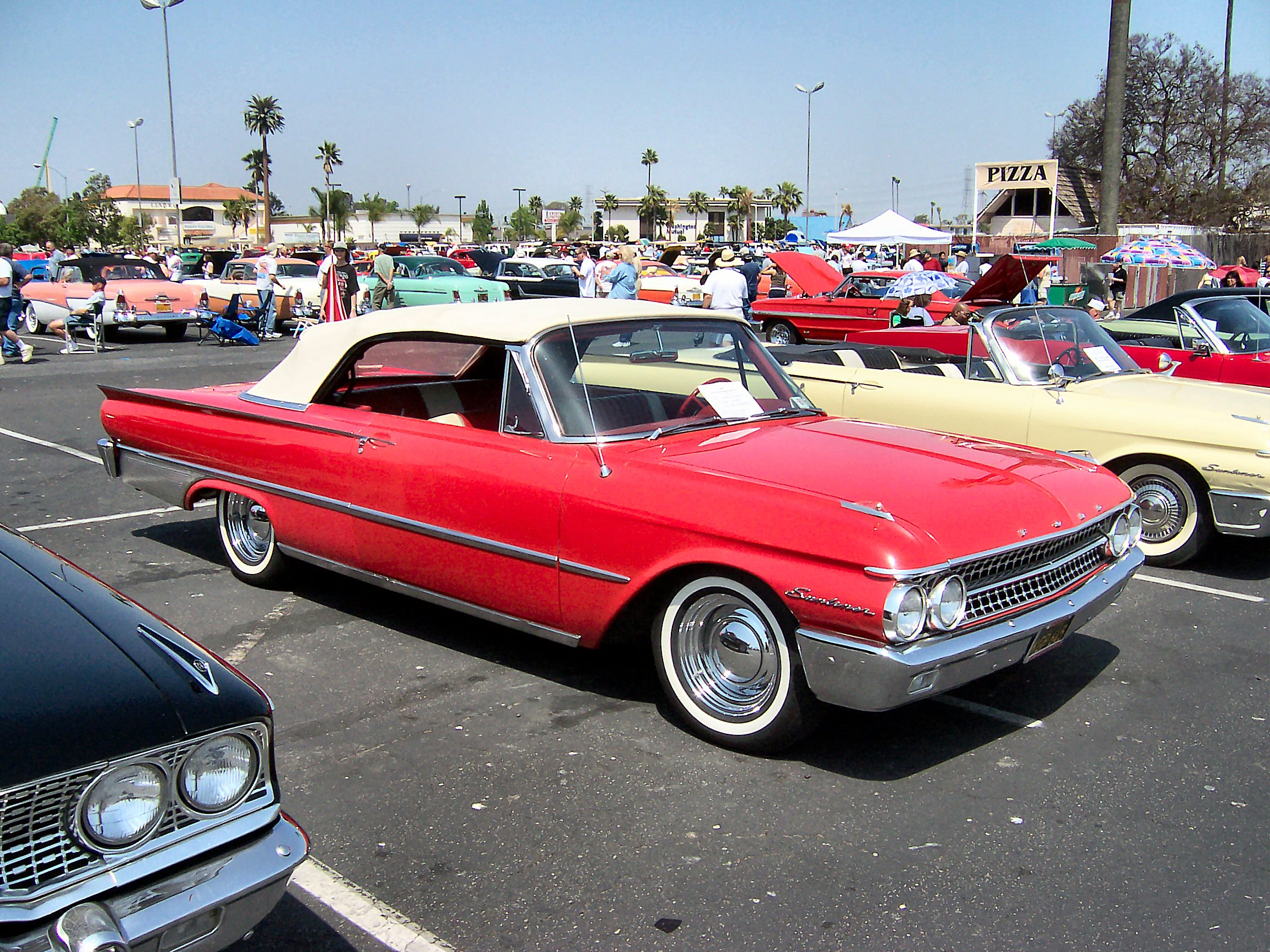
1961 Ford Galaxie Sunliner convertible
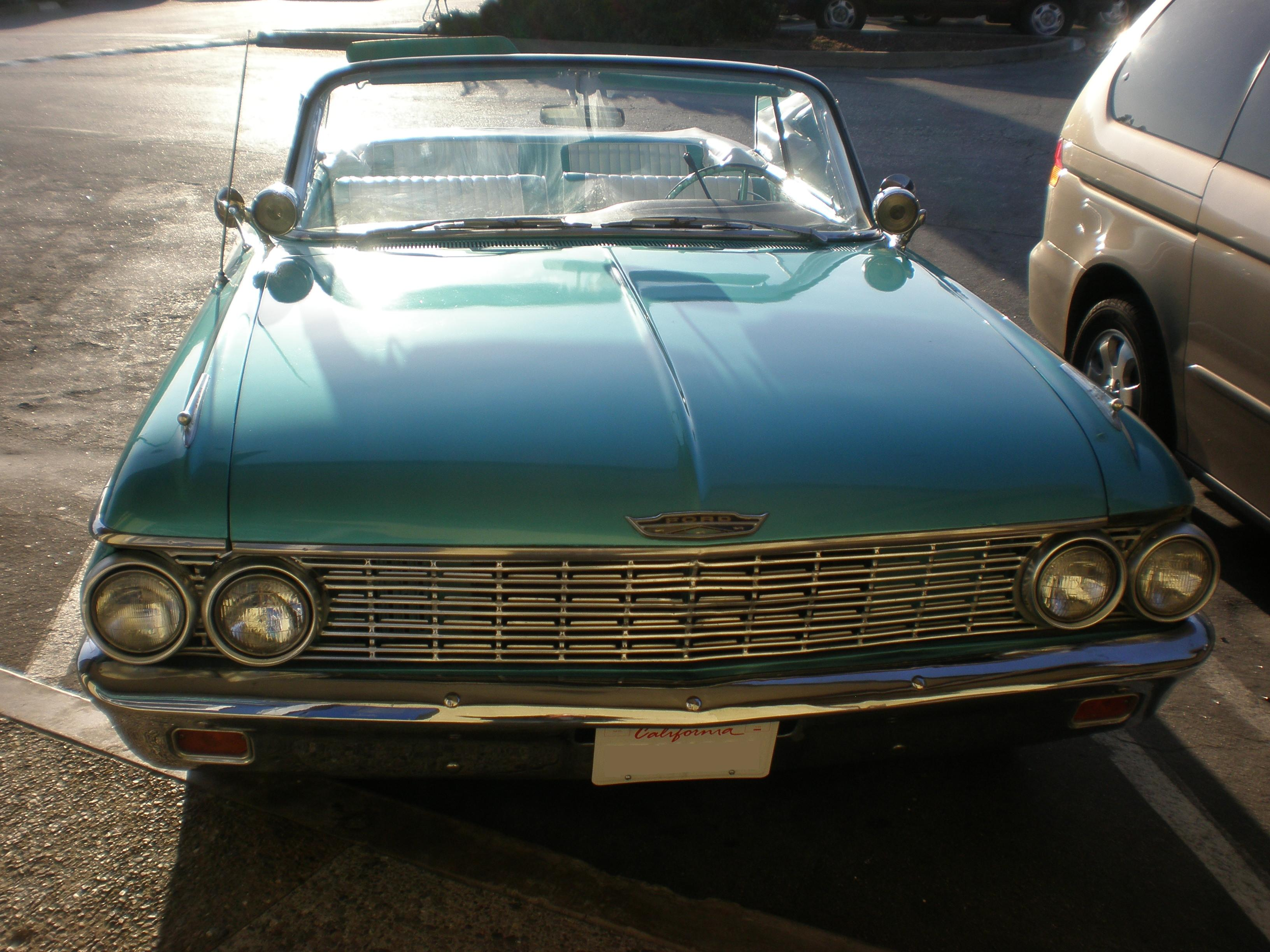
1962 Ford Galaxie 500 Sunliner convertible
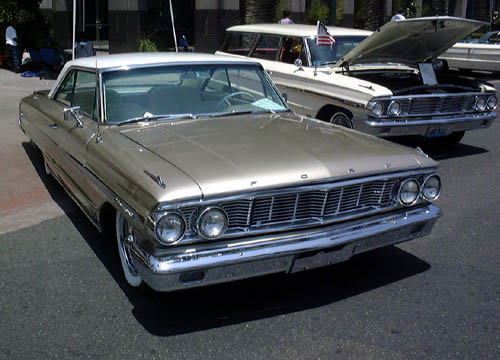
1964 Ford Galaxie 500/XL 2-dörrars hardtop
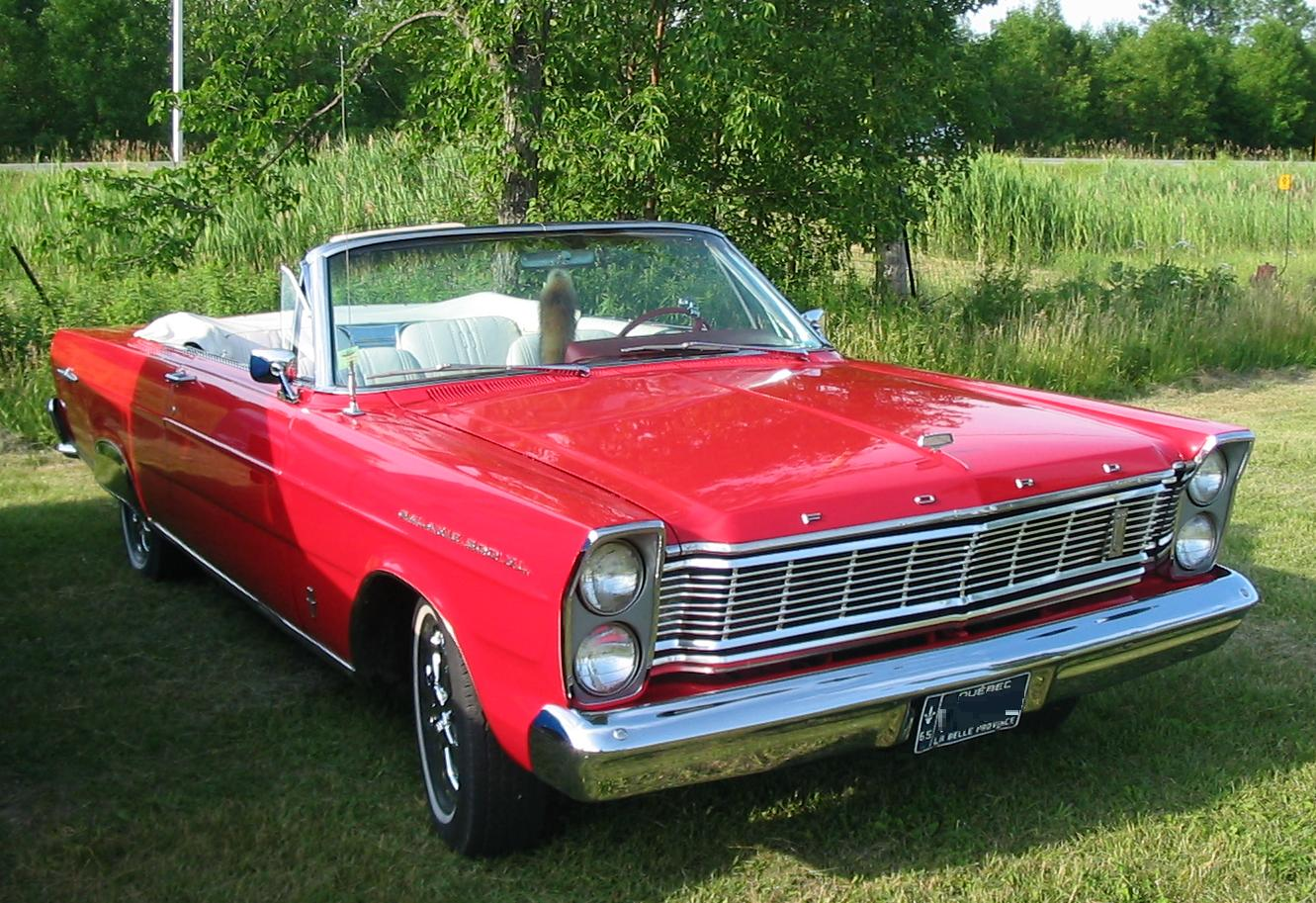
1965 Galaxie 500 convertible
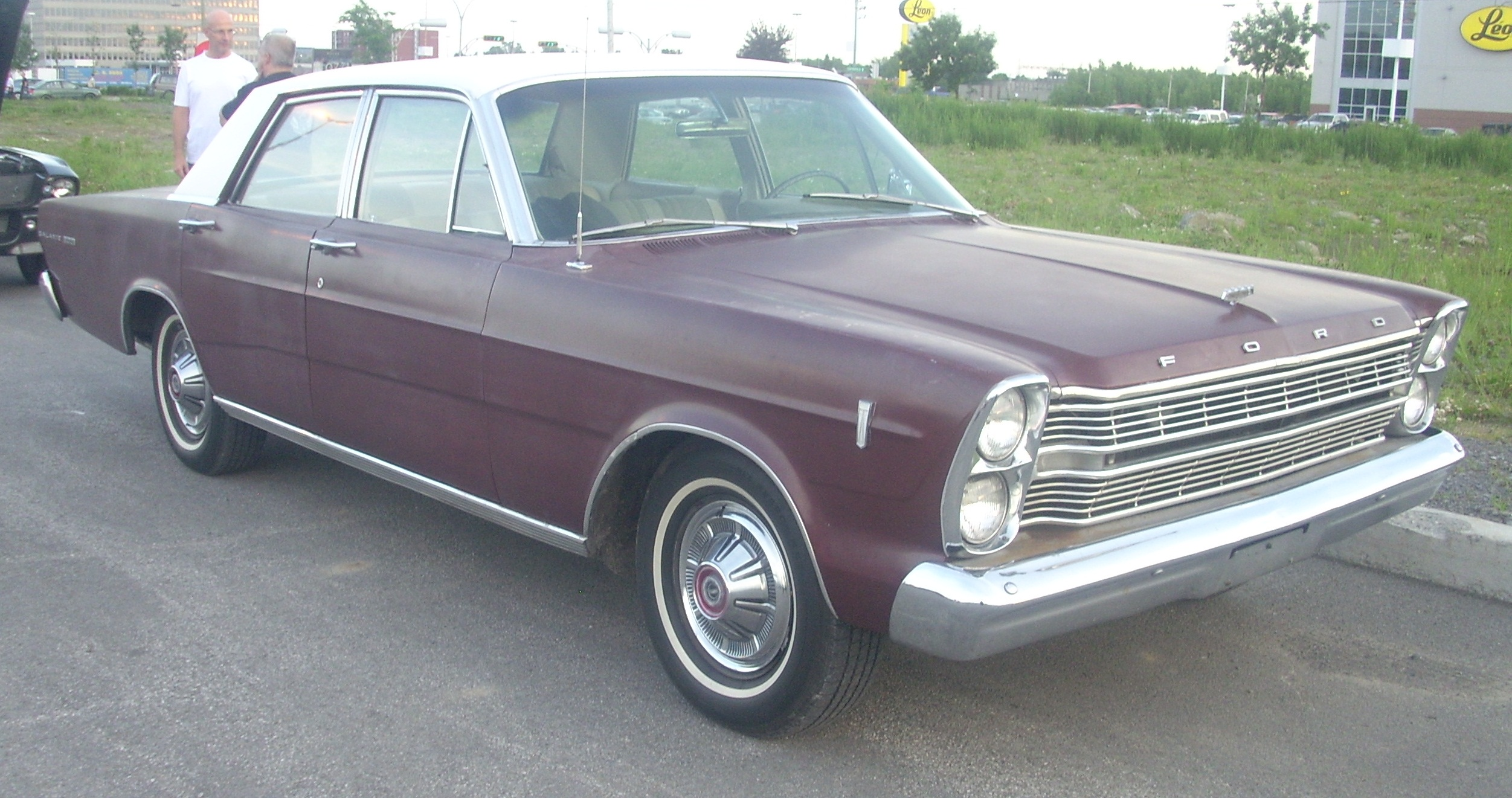
1966 Ford Galaxie 500 4-dörrars sedan
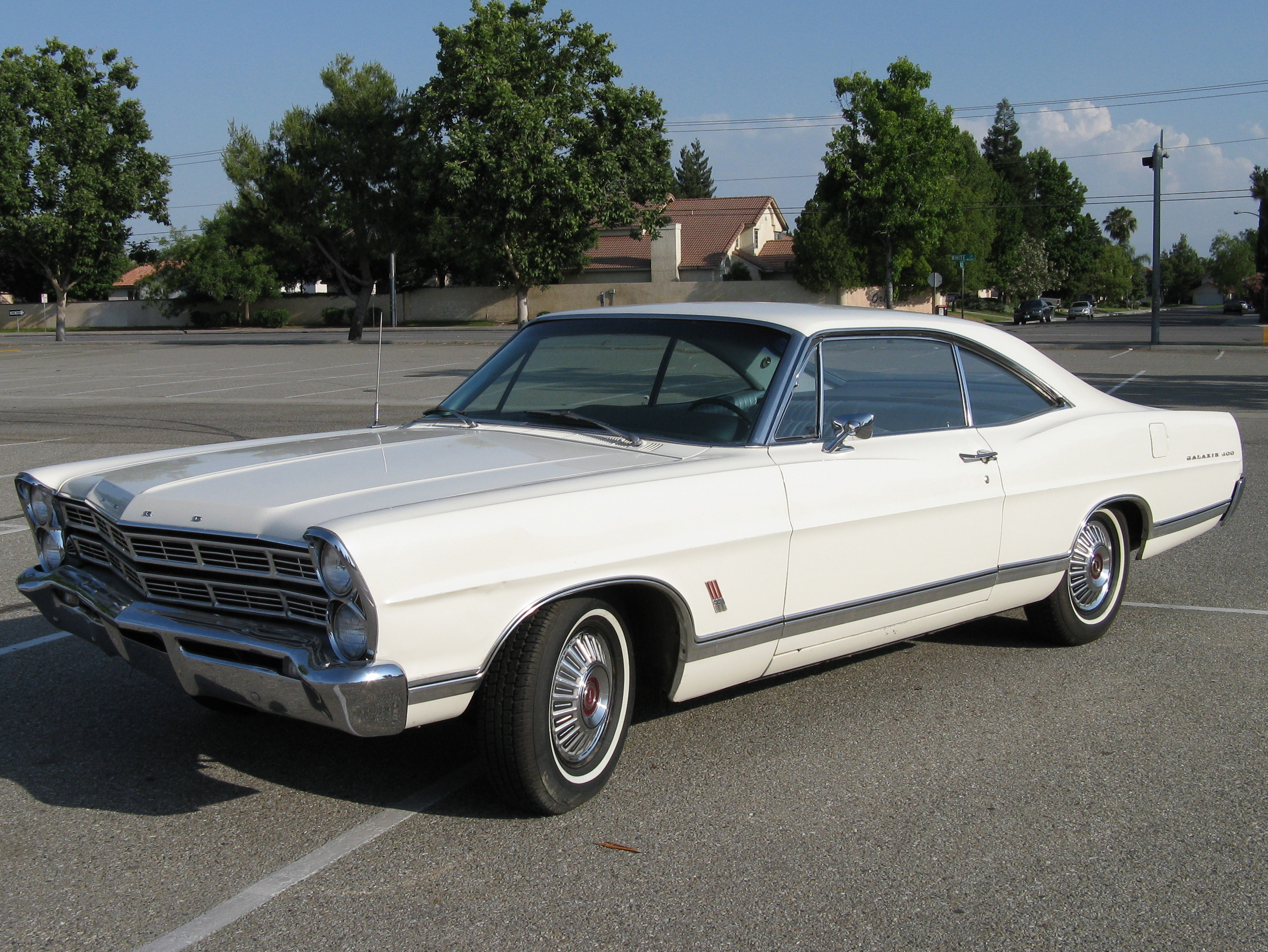
1967 Galaxie 500 2-dörrars hardtop
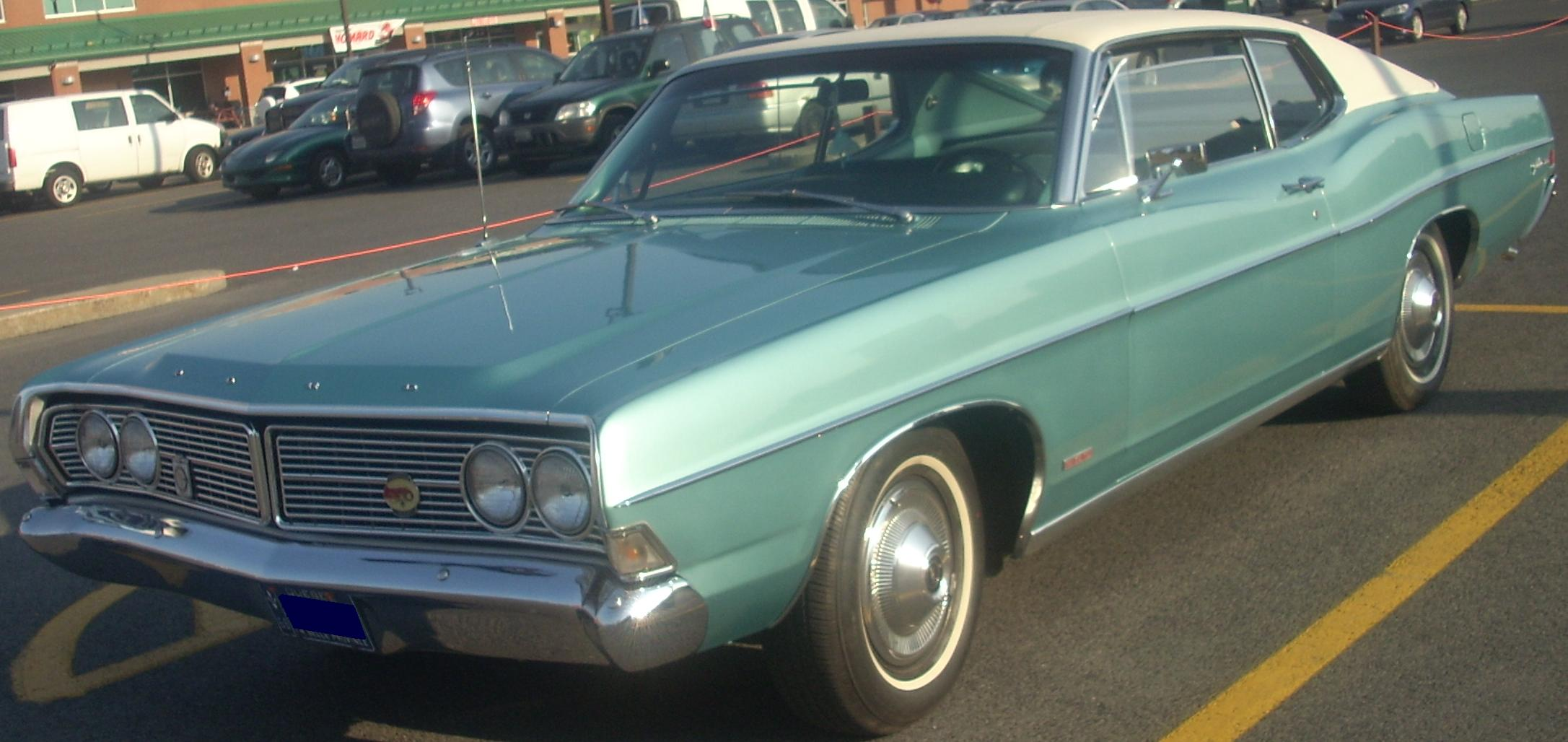
1968 Ford Galaxie 500 2-dörrars hardtop
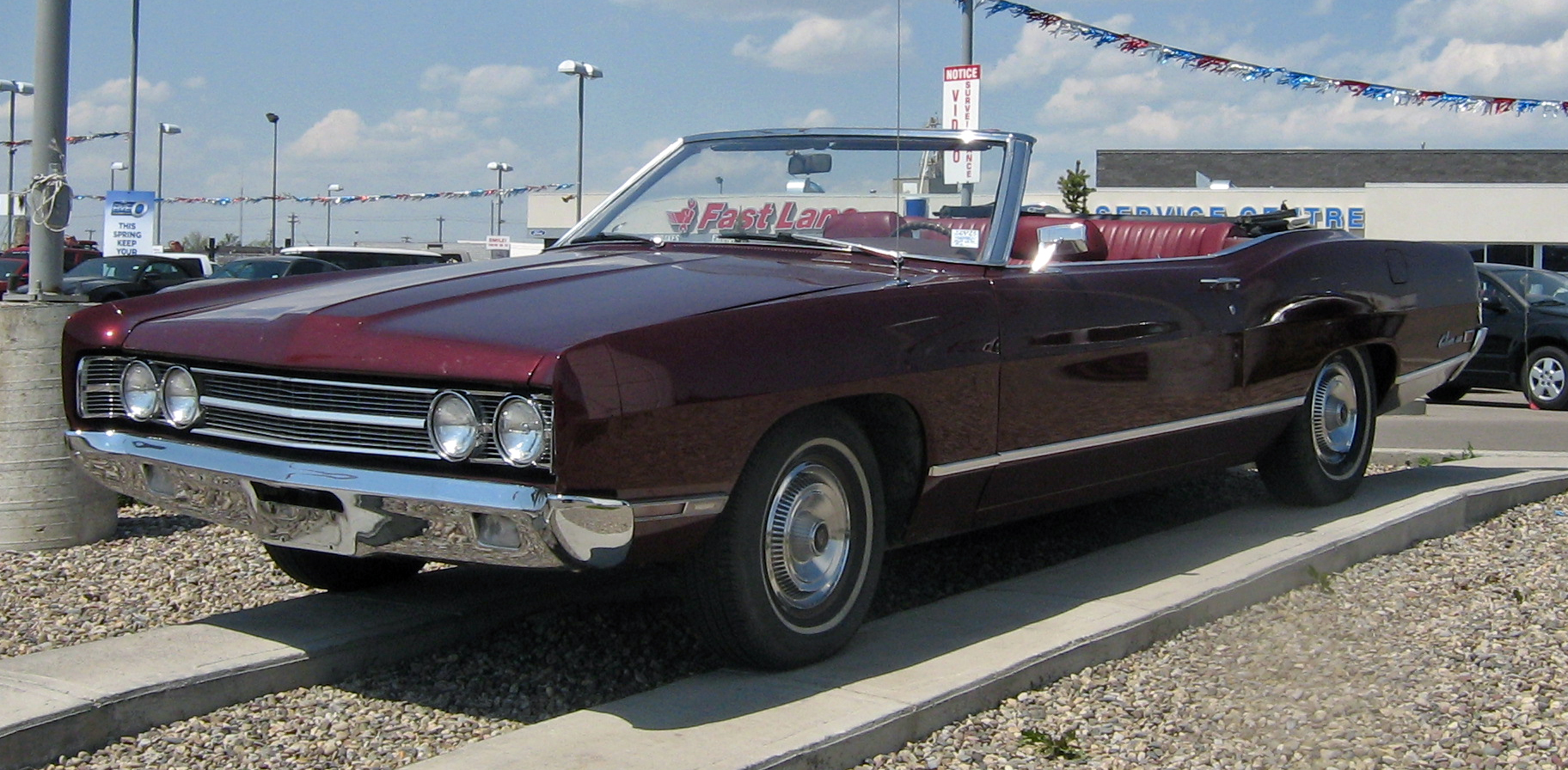
1969 Ford Galaxie 500 convertible
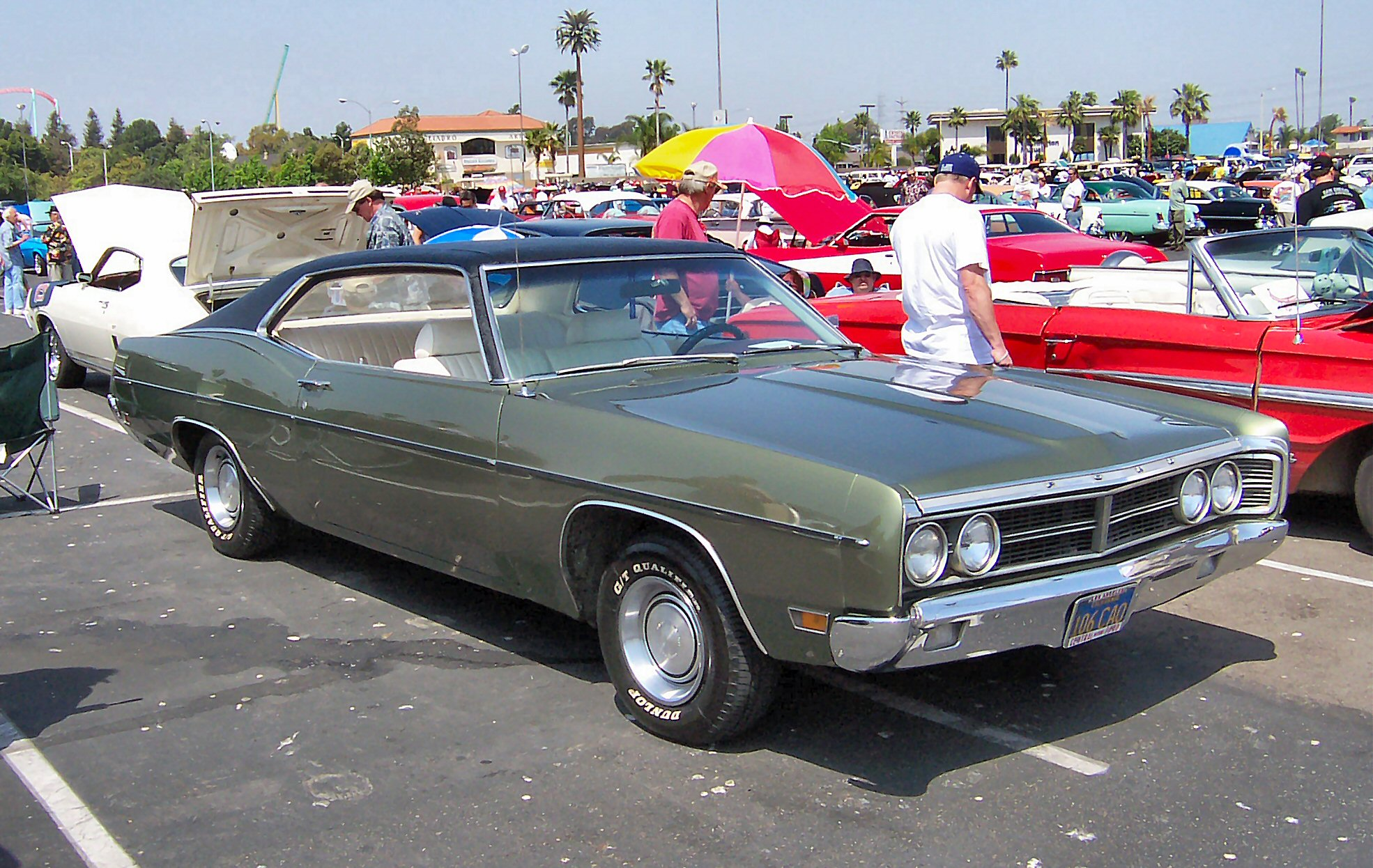
1970 Ford Galaxie 500 fastback
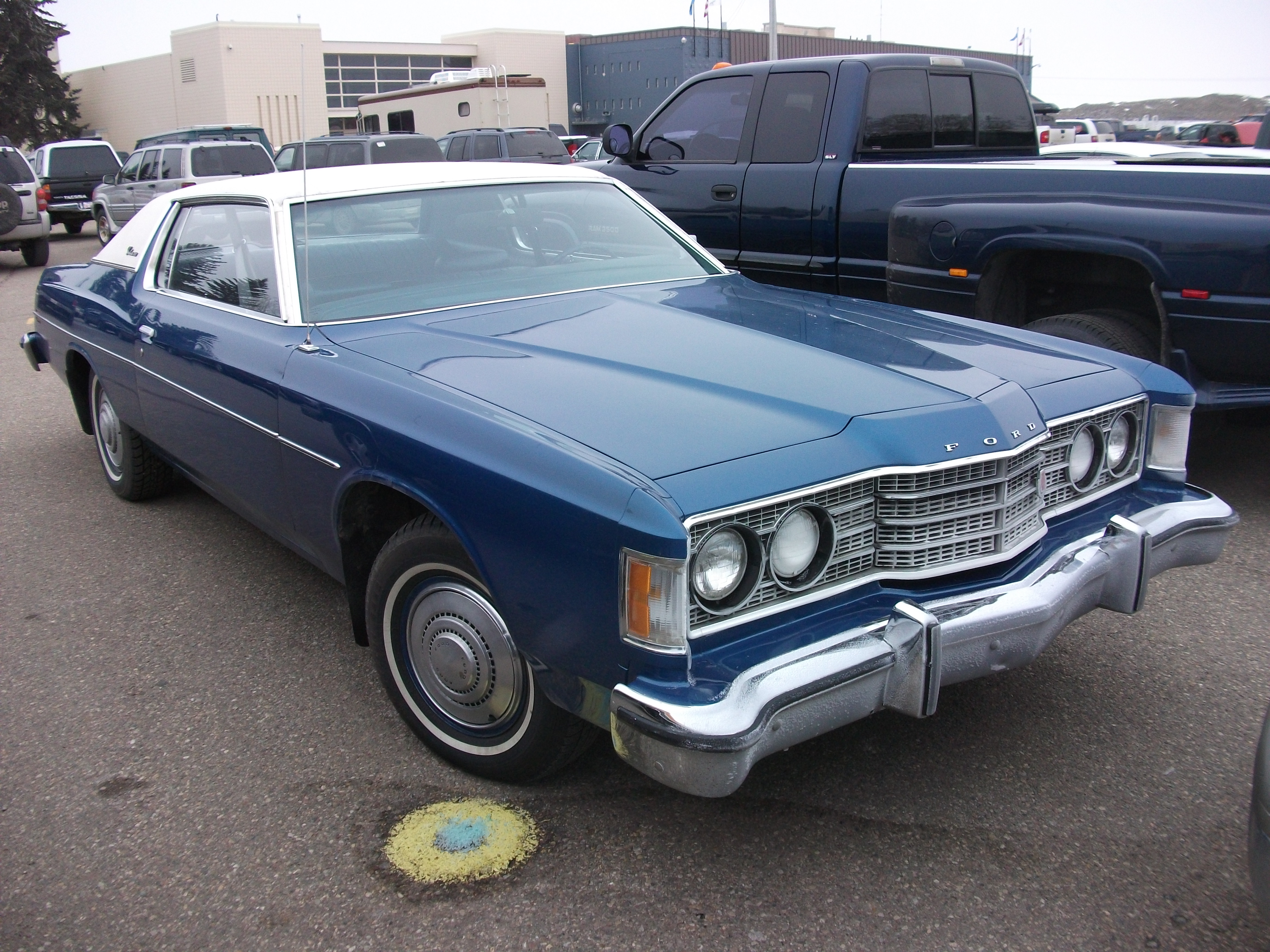
1974 Ford Galaxie 500
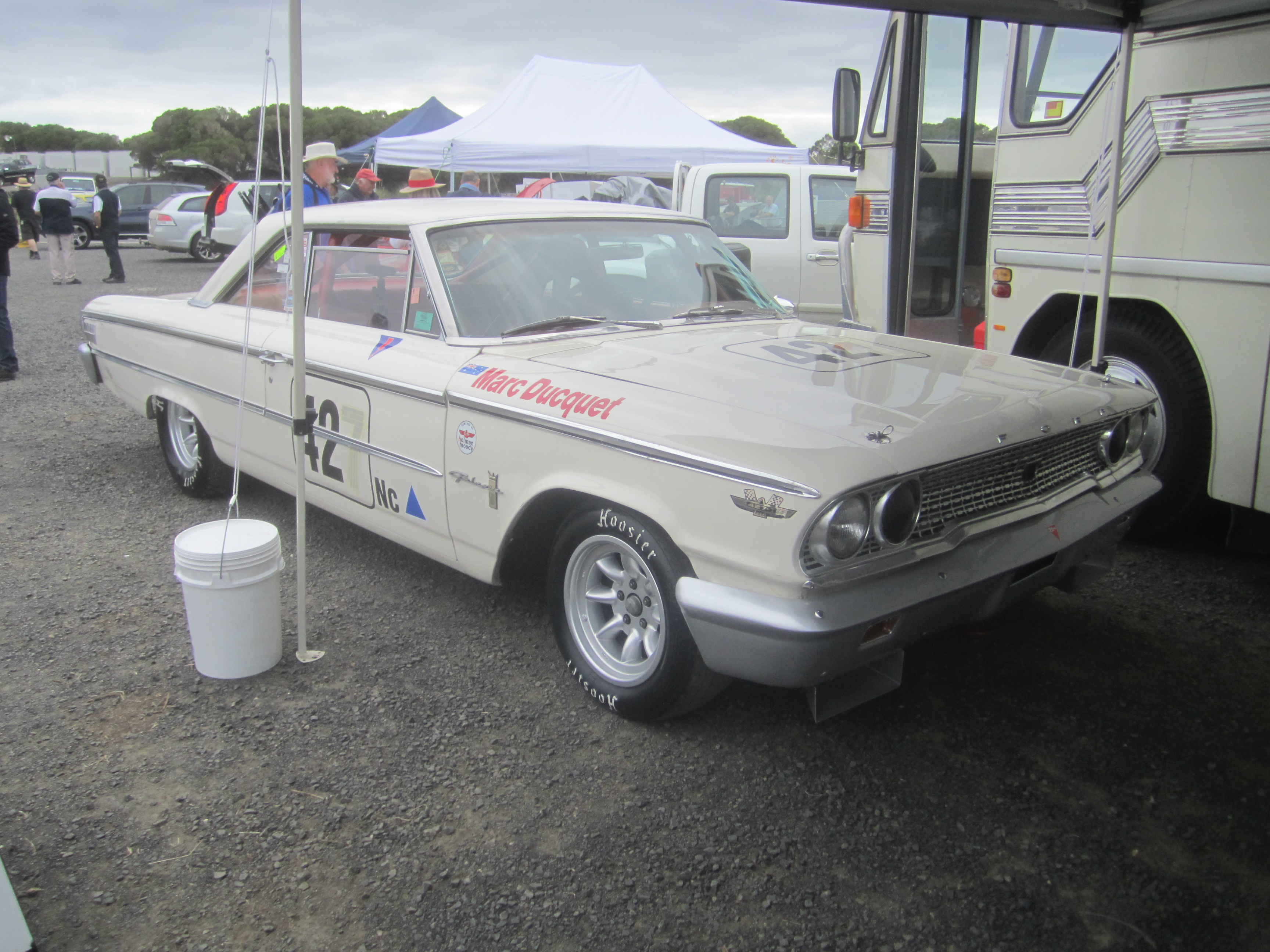
1963 Ford Galaxie Fastback

### Fotnoter
1. ↑  Det amerikanska begreppet ”full-size” inbegriper de bilmodeller i en biltillverkares program som gemensamt delar den längsta hjulbasen, till skillnad mot ”mid-size” där bilarna är något mindre
2. ↑  De bilar som sattes samman i Australien var importerade i delar från Kanada, så kallad ”CKD” (complete knock down) – tillverkning som Ford bedrivit runt om i hela världen
3. ↑  XL-paketet som introducerades under 1962 innebar bland annat sportigare inredning med separata stolar avdelade av en upphöjd golvkonsoll
4. ↑  Hardtop-modellen med XL-paketet, kallad "fastback", introducerades en bit in på modellåret och kallas därför vanligen ”Galaxie 500/XL 1963½”
5. ↑  Produktion av 444 620 st "Galaxie" fyra-dörrras sedan (kod 54 A 1960 – 1961, kod 54 B 1962 – 1963) uppdelad på modellår: 1960 (104 784), 1961 (141 823), 1962 (115 594), 1963 (82 419) samt produktion av 578 722 st "Galaxie 500" fyra-dörrras sedan (kod 54 A 1962 – 1963, kod 62 1964) uppdelad på modellår: 1962 (174 195), 1963 (205 722), 1964 (198 805)
6. ↑  Produktion av 144 911 st "Galaxie" två-dörrars sedan (kod 62 A 1960 – 1961, kod 62 B 1962 – 1963) uppdelad på modellår: 1960 (31 866), 1961 (27 780), 1962 (54 930), 1963 (30 335) samt produktion av 62 002 st "Galaxie 500" två-dörrras sedan (kod 62 A 1962 – 1963, kod 61 1964) uppdelad på modellår: 1962 (27 824), 1963 (21 137), 1964 (13 041)
7. ↑  Produktion av Starliner Coupe (kod 63 A) uppdelad på modellår: 1960 (68 461), 1961 (29 669)
8. ↑  Produktion av två-dörrars hardtop (kod 65 A 1961 – 1963, kod 66 1964) uppdelad på modellår: 1961 (75 437), 1962 (87 562), 1963 (49 733), 1964 (206 998)
9. ↑  Produktion av två-dörrars hardtop med XL-paket (kod 65 B 1962, kod 63 B 1963, kod 68 1964) uppdelad på modellår: 1962 (28 412), 1963 (134 370), 1964 (58 306)
10. ↑  Produktion av fyra-dörrars hardtop (kod 75 A 1960 – 1963, kod 64 1964) uppdelad på modellår: 1960 (39 215), 1961 (30 342), 1962 (30 778), 1963 (39 154), 1964 (49 242)
11. ↑  Fyra-dörrars hardtop med XL-paket (kod 60) fanns endast 1964
12. ↑  Produktion av cabriolet (kod 76 B 1960 – 1961, kod 76 A 1962 – 1963, kod 65 1964) uppdelad på modellår: 1960 (44 762), 1961 (44 614), 1962 (42 646), 1963 (29 713), 1964 (37 311)
13. ↑  Produktion av cabrioleter med XL-paket (kod 76 B 1962, kod 69 1964) uppdelad på modellår: 1962 (13 183) och 1964 (15 169). För 1963 saknas uppgift om tillverkningsvolym, och vissa källor uppger (felaktigt) att XL-paketet inte fanns för carbrioletmodellen år 1963
14. ↑  Produktion av samtliga Galaxie uppdelad på modellår: 1960 (289 088), 1961 (349 665), 1962 (575 124), 1963 (592 583), 1964 (593 533)